# Theodor Bovet
Theodor Bovet (* 28. Mai 1900 in Rom; † 6. März 1976 in Zürich) war ein Schweizer Nervenarzt und christlicher Eheberater.

## Leben
Bovet wuchs in Zürich auf, studierte Medizin an der Universität Zürich, heiratete 1921 und promovierte dort 1928. Er war konfessionslos erzogen, wandte sich in den 1930er Jahren aber zunehmend dem christlichen Glauben zu. Nach der Promotion arbeitete er 20 Jahre als Nervenarzt, dann als Eheberater in Zürich, Lausanne und Basel. Er gründete und leitete ab 1949 die Evangelische Eheberatungsstelle in Zürich. Ab 1955 war er Mitglied der Kommission für Brautleutekurse der evangelisch-reformierten Kirche Basel-Stadt. Bovet gründete 1960 das Christliche Institut für Ehe- und Familienkunde in Basel und nach dessen Auflösung 1967 das Institut für Ehe- und Familienwissenschaft in Zürich und war Herausgeber der Zeitschrift EHE, Zentralblatt für Ehe- und Familienkunde.
In den 1950er Jahren unterstützte Bovet gemeinsam mit dem deutschen CDU-Politiker Gustav Adolf Gedat Homosexuelle, die vor Verhaftung aus der Bundesrepublik in die Schweiz flüchteten.
Bovet lebte in Riehen, später in Zürich. 1960 erhielt er ein Ehrendoktorat der Theologischen Fakultät der Universität Zürich.

## Lehre
Mit seiner Auffassung von Ehekunde als wissenschaftliche und theologische Lehre von der Ehe trug er zum Wandel der Auffassungen bei. Themen seiner zahlreichen Werke, die in mehrere Sprachen übersetzt wurden, war die Beziehung zwischen Mann und Frau unter den Aspekten von Sexus, Eros und Agape sowie die Aufklärung über Homophilie. Von konservativ-puritanischen Kreisen wurde er heftig angegriffen, was eine Kontroverse entfachte und ihn und sein Thema in den Mittelpunkt schob. Auch kam es zu positiven Äußerungen von Kirchenvertretern sowohl zu Bovet selber als auch zur Frage der Homophilie.

## Werke
- Die Person, ihre Krankheiten und Wandlungen : Ein Leitf. f. Studierende u. Ärzte. Der Mensch und seine Ordnung, 1948, Furche-Verlag Tübingen.
- Die Ordnung der Freiheit, 1951, Katzmann Tübingen
- Zeit haben und frei sein. Zur Lebensgestaltung des modernen Menschen, 1954, Furche Bücherei 98
- Lebendige Seelsorge: Eine praktische Anleitung für Pfarrer und Laien, 1954, Katzmann Tübingen
- Die Ehe – Ihre Krise und Neuwerdung. Ein Handbuch für Eheleute und ihre Berater, 1952, Katzmann Tübingen
- Sinnerfülltes Anders-Sein, 1959
- Die Liebe ist in unserer Mitte. Eine zuversichtliche Betrachtung unserer Nöte und der Not der Zeit, 1961, Evangelische Buchgemeinde Stuttgart,
- Führung durch die Lebensalter, 1964, Katzmann Tübingen
- Probleme der Homophilie in medizinischer, theologischer und juristischer Sicht, Schrift 1965, Katzmann, Tübingen und Paul Haupt, Bern.
- Die Ehe – Das Geheimnis ist groß, Neu überarbeitete Auflage, 1967 Katzmann Verlag Tübingen (Copyright 1955 by Paul Haupt, Bern)
- Alltag und Wunder in der Familie – Ein Ratgeber für die Familie, 207 Seiten
- Von Mann zu Mann * Die werdende Frau – Einführung in das Reifealter, 68/72 Seiten
- EHEKUNDE – Die jüngste Wissenschaft von der ältesten Lebensordnung, ein Grundriss für Ärzte, Seelsorger, Eheberater und denkende Eheleute, I. Allgemeiner Teil 166 Seiten, II. Spezieller Teil 364 Seiten
- Mensch sein, 1979, Verlag Paul Haupt Bern, ISBN 978-3258026367
- Junge Leute, Sex und Liebe. Biologische und psychologische Informationen für Jungen und Mädchen ab 15. 1993, Katzmann Tübingen, ISBN 978-3-7805-0377-0.